# Argentina Menis
Argentina Menis (ur. 19 lipca 1948 w Cernele, obecnie część Krajowej, zm. 3 marca 2023) – rumuńska lekkoatletka, specjalistka rzutu dyskiem, wicemistrzyni olimpijska z 1972 z Monachium i rekordzistka świata.
Na europejskich igrzyskach juniorów w 1966 w Odessie zajęła 6. miejsce. Była czwarta na mistrzostwach Europy w 1971 w Helsinkach.
Zdobyła srebrny medal na igrzyskach olimpijskich w 1972 w Monachium, za Fainą Mielnik ze Związku Radzieckiego. 13 dni później, 23 września 1972 w Konstancy Menis odebrała Fainie Mielnik rekord świata, rzucając dyskiem na odległość 67,32 m. Utraciła rekord na rzecz Mielnik w maju 1973. Została wicemistrzynią letniej uniwersjady w 1973 w Moskwie, za Mielnik.
Na mistrzostwach Europy w 1974 w Rzymie zdobyła srebrny medal, znowu za Fainą Mielnik. Ponownie zdobyła srebrny medal na letniej uniwersjadzie w 1975 w Rzymie, za Mariją Wergową z Bułgarii.  Zajęła 6. miejsce w finale rzutu dyskiem na igrzyskach olimpijskich w 1976 w Montrealu. Na mistrzostwach Europy w 1978 w Pradze zajęła 9. miejsce.
Argentina Menis była mistrzynią Rumunii w rzucie dyskiem w latach 1971, 1973 i 1975-1979.
Dziesięciokrotnie poprawiała rekord Rumunii w rzucie dyskiem w latach 1971-1976, doprowadzając go do wyniku 67,96 m (15 maja 1976 w Bukareszcie), który był również jej rekordem życiowym.